# Płaszczyzna padania światła

Płaszczyzna padania jest tutaj płaszczyzną tego rysunku

Płaszczyzna padania światła – płaszczyzna przechodząca przez promień świetlny padający na materiał i prostopadła do płaszczyzny stycznej do powierzchni materiału, w punkcie, w którym promień przecina się z tą powierzchnią.